# Microgomphodon oligocynus
Microgomphodon oligocynus és una espècie de teràpsid de la família dels bàurids que visqué entre el Triàsic inferior i el Triàsic mitjà en allò que avui en dia és el sud d'Àfrica. Se n'han trobat restes fòssils a Namíbia i Sud-àfrica. Es tracta de l'única espècie reconeguda del gènere Microgomphodon. Tenia el musell curt, les fosses orbitàries força grosses i les dents incisives grosses i punxegudes.